# Odense Letbane
Odense Letbane er en dansk letbane, der gik i drift 28. maj 2022. Den første etape går fra Tarup Center i det nordvestlige Odense via Idrætsparken, Bolbro, Odense Banegård, Rosengårdcentret, Syddansk Universitet og Nyt OUH til Hjallese Station i syd. Den er 14,5 km lang og og har 26 stationer. 34.000 passagerer forventes at bruge letbanen dagligt. Den samlede anlægssum for den første etape er 3,3 milliarder kr. (2017-tal). Letbanebyggeriet er finansieret af Odense Kommune, den danske stat og Region Syddanmark.
Der er planlagt en 2. etape, som vil indeholde yderligere 7,8 km spor til en pris på 1,9 milliarder kr., som Odense Byråd har besluttet at arbejde for at etablere, men der foreligger endnu ingen anlægslov eller statslig medfinansiering.
Den første etape har i sine første 3 år overskredet sit budget med 159 millioner kroner pga manglende passagerer. I 2024 er Nyt OUH ikke åbnet endnu, hvilket forklarer manglende passagerer på den sydlige strækning.

## Den politiske proces
Odense Letbane blev første gang officielt foreslået i 2008 af borgmester Jan Boye (K). Siden da arbejdede Odense Kommune og Region Syddanmark med projektet, der fik opbakning fra hele Odense Byråd.
I januar 2010 gav trafikminister Lars Barfoed tilsagn om 4 mio. kroner til foretagelse af VVM-undersøgelse af banens første etape. En forundersøgelse var færdig sommeren 2010 og derefter begyndte VVM-undersøgelsen. 15. december 2010 blev Odense Byråd orienteret om planerne med letbanen, hvor et rutenet blandt andet blev fremlagt. I forslaget vil letbanen danne et "H" over byens (når etape 2 gennemføres) tæt bebyggede boligområder omkring Nyborgvej ved Ejby (Korsløkke Sogn) Rosengårdcentret og Syddansk Universitet med Banegården i bymidten og et Park and Ride-anlæg ved den fynske motorvej syd for byen.
Byrådet vedtager letbaneprojektet
16. februar 2011 blev planerne for letbanen enstemmigt vedtaget af Odense Byråd. Samtidig blev første etape udvidet til også at indeholde linjeføring til Tarup Center. Odense Byråd besluttede således, at kommunen lagde sig fast på "H-modellen" og næste fase kunne nu gå i gang. Projektet fortsatte med VVM-undersøgelse og ny byplanlægning, der indeholdt letbanen.
I sommeren 2013 blev udredningsrapporten om Odense Letbane udarbejdet. Rapporten er en samlet status over projektet frem til 2014. Et resumé af rapporten foreligger også.
Odense Letbane afleverede i efteråret 2013 de af loven krævede dokumenter til VVM myndigheden. VVM processen løb frem til starten af 2014 og blev afsluttet med en 8 ugers offentlig høring af Kommuneplantillæg nr. 2 for Odense Letbane samt VVM-redegørelse med miljøvurdering fra 17. januar til 14. marts 2014. 23. april 2014 vedtog Odense Byråd 'Tillæg nr. 2. til Odense Kommunes Kommuneplan 2013-2025 ’Odense Letbane 1. etape’. Arkiveret 7. august 2018 hos  Wayback Machine Dermed var det miljømæssige lovgrundlag for at gå i gang med at planlægge letbanen på plads. Næste skridt var at søge Transportministeriet Arkiveret 7. august 2018 hos  Wayback Machine om at udarbejde en anlægslov og skabe en statslig medfinansiering til projektet.
Principaftale mellem stat, region og kommune på plads
Med Principaftalen mellem Staten, Region Syddanmark og Odense Kommune af 23. juni 2014 blev der givet et officielt tilsagn fra staten og regionen om at medfinansiere Odense Letbane.
Det samlede anlægsoverslag for Odense Letbane er 2.328 mio. kr (inkl. Korrektionsreserver). Her til kommer driftsrelaterede anlægsomkostninger på 656 mio. kr (inkl. 10 % korrektionsreserver), som afholdes af Odense Kommune (i 2014-kroner).
I Principaftalen slås det fast, at Staten og Region Syddanmark ikke bidrager til de driftsrelaterede anlægsudgifter, dvs. blandt andet drifts- og vedligeholdelsescentret og Park&Ride-anlægget. Disse udgifter afholdes af Odense Kommune alene. Staten bevilliger 1.108 mio. kr inkl. allerede afholdte udgifter til forundersøgelse og VVM, mens Region Syddanmark bevilliger 100 mio. kr. til letbaneselskabet.
Anlægslov og lokalplan startskud på anlægsarbejde
5. februar 2015 blev anlægsloven ’Lov om Odense Letbane’ vedtaget i Folketinget, hvormed det blev muligt at etablere anlægsselskabet Odense Letbane P/S til at udføre anlægsprojektet.
18. februar 2015 vedtog Odense Byråd ’Forslag til kommuneplantillæg nr. 18’ og ’lokalplanforslag nr. 0-760 Odense Letbane – 1. etape Arkiveret 16. april 2016 hos  Wayback Machine’ efter en 8 ugers offentlig høring i perioden 29. september 2014 til 24. november 2014.
Der kom i alt 32 skriftlige høringssvar, som især handlede om letbanens afledte konsekvenser for biltrafikken, cyklister og den kollektive trafik samt parkering på offentlig vej, linjeføring samt placering af tracé og stationer og træfældning og nyplantning.
Odense Letbane P/S blev stiftet 1. marts 2015. Anlægsselskabet ledes af en bestyrelse, som udelukkende består af erhvervsfolk. Formand for bestyrelsen har siden selskabets etablering været Jesper Rasmussen, mens Mogens Hagelskær er administrerende direktør.
Anlægsselskabet opløses, når anlægsarbejdet for etape 1 er afsluttet, og den samlede afleveringsforretning mellem entreprenøren og Odense Letbane P/S er gennemført.
Tilkøb
Transportministeriet og Region Syddanmarks bidrag går udelukkende til de direkte anlægsomkostninger ved letbanen. Odense Kommune har imidlertid haft nogle ekstra ønsker til forskønnelse af byrummet og ny infrastruktur for at udnytte værdien af letbaneprojektet endnu mere. Derfor har Odense Kommune lavet følgende såkaldte tilkøb til letbaneprojektet, som udelukkende er kommunalt finansieret:
- Grønt græstæppe langs størstedelen af letbanesporet – i stedet for stenskærver og sveller
- To nybyggede stitunneler for cyklister og fodgængere ved L. A. Rings Vej og Campusvej
- Forskønnelse af byrum langs letbanen med stenbelægning – i stedet for asfalt eller beton
- Sporskifter to steder langs letbanen, så en eventuel etape 2 kan tilføjes senere uden længerevarende driftstop
- To ekstra togsæt, så letbanen kan have afgang med 7½ minutters interval i dagtimerne – i stedet for hvert 10. minut

Alle disse tilkøb, som er vedtaget af byrådet ad flere omgange i årene 2014-2017, koster tilsammen 178 millioner kroner (2017-kroner).
Ekspropriationer
Det har været et ønske fra Odense Byråd at begrænse antallet af ekspropriationer så meget som muligt. Dels af hensyn til beboerne, og dels af hensyn til at bevare så meget af det eksisterende byrum og arkitektur som muligt. Men et så stort og indgribende projekt som Odense Letbane kan ikke undgå at berøre nogle ejendomme langs de 14,4 kilometer letbane. I alt er 315 ejendomme berørt af ekspropriation. Blot 9 ejendomme er blevet totaleksproprieret. De resterende ejendomme er deleksproprieret. Det vil sige, at ejeren har afstået areal til projektet og/eller har fået pålagt servitut om rådighedsindskrænkning på ejendommen, f.eks. ophæng af kørestrøm, sikkerhed omkring kørestrøm, ret til færdsel osv.

## Udbud
Projektering gik i gang i udgangen af 2013 og varede frem til begyndelsen af 2015. COWI, Niras (med franske Systra som underrådgiver) og udenlandske en:Parsons Brinckerhoff var med til at udforme projektet og stå for den endelig projektering. Oprindeligt var projektet tænkt som et DBOM – Design-Build-Operate-Maintain. Altså en alt-i-én løsning, hvor Odense Letbane blot skulle stå for at finde den rette byder og sikre, at kontrakten blev overholdt. I januar 2015 skiftede Odense Letbane imidlertid udbudsstrategi og delte entreprisen op i fire forskellige overordnede udbud samt en række deludbud.
De fire udbud er:
1. Transport systemet (Transportation System), som inkluderer sporarbejde, kørestrøm og anden teknik, stationer samt drift- og vedligeholdelsescentret.
2. Letbanetog (Rolling Stock)
3. Veje, cykelsti og fortove (Civil Works)
4. Drift & Vedligeholdelse (Operation & Maintenance)

Den væsentligste begrundelse for det skift i udbudsstrategi var ifølge Odense Letbane, at der var meget få leverandører, der ville byde på opgaven som DBOM. Ved at dele opgaven op, gav det flere leverandører mulighed for at byde ind på de enkelte entrepriser. En positiv følge af skiftet var desuden, at det gav Odense Letbane større valgfrihed i forhold til f.eks. at vælge tog. Udbudsprocessen for de to største kontrakter - transportsystemet og letbanetog - blev igangsat i juli 2015. I slutningen af september 2015 prækvalificerede Odense Letbane 15 ud af 36 ansøgere til at afgive bud. egge kontrakter er såkaldte Design-&-build kontrakter, hvor leverandøren har til opgave at designe sin løsning i dialog med Odense Letbane som bygherre. Ifølge Odense Letbane er fordelen ved den kontraktform, at leverandøren bedre kan trække på erfaringer fra tidligere projekter frem for at skulle leve op til nogle helt bestemte krav i udbudsmaterialet. Når det er sagt, er der naturligvis en masse ønsker til funktionalitet og design samt myndighedskrav, som leverandøren skal leve op til.
Transportsystem
- Konsortiet Siemens og Aarsleff Rail
- ACE Consortium bestående af Acciona Arkiveret 9. august 2018 hos  Wayback Machine og Efacec samt danske CG Jensen
- Ansaldo
- Strukton-Arkil Arkiveret 7. august 2018 hos  Wayback Machine
- Comsa Arkiveret 7. august 2018 hos  Wayback Machine

Letbanetog
- Construcciones y Auxiliar de Ferrocarriles (CAF)
- Alstom
- Škoda
- Stadler
- Bombardier (som trak sig fra udbuddet i december 2015)
- Siemens (Blev prækvalificeret i stedet for Bombardier i december 2015)

Kombineret bud
- Siemens og Aarsleff Rail
- ACES (ACE Cons og Skoda)
- Ansaldo og Stadler
- Strukton-Arkil Arkiveret 7. august 2018 hos  Wayback Machine og Alstom
- Konsortiet Odense Letbane Transport (Colas, Hanson, Aecom og CAF).

Efter prækvalifikationen gik den egentlige udbudsproces i gang, hvor der blev forhandlet løbende og afgivet både 1. og 2. priser (samt BAFO-priser (Best and Final Offer), før vinderne af de to entrepriser kunne offentliggøres i juni 2017. Til at udføre opgaven med transportsystemet blev spanske Comsa SAU valgt. Comsa har danske Munck og portugisiske EFACEC som underleverandører. Til at levere de 16 letbanetog blev Stadler Pankow GmbH valgt. Det er et datterselskab til schweiziske Stadler med fabrik i Berlinerbydelen Pankow. Det er her Odenses 16 tog skal fabrikeres.
Veje, cykelstier og fortove (Civil Works)
Inden transportsystemet, dvs. spor og kørestrøm, kan blive anlagt, skal de nye vejbaner, cykelstier og fortove bygges på hele strækningen. Til at løse denne opgave udbød Odense Letbane syv delentrepriser, som de 14,4 km letbanestrækning blev inddelt i. På den måde kunne man dels sikre, at der kunne arbejdes mere eller mindre samtidig på hele strækningen, og dels gav man mulighed for at også mindre entreprenører havde mulighed for at byde på opgaven. Dermed kunne man få større konkurrence og dermed en lavere pris på de enkelte entrepriser.
Strækningen blev inddelt i følgende entrepriser:
- CW1: Rismarksvej – Idrætsparken
- CW2: Idrætsparken – Vesterbro
- CW3: Vestre Stationsvej – Østre Stationsvej
- CW4: Albanigade – Benediktsgade
- CW5: Nyborgvej-Ørbækvej (til Munkerisvej) (Delområde 5 & 6 blev lagt sammen til CW5. Derfor er der ikke nogen CW6)
- CW7: Ørbækvej (fra Munkerisvej) – Niels Bohrs Allé (ved Campusvej-krydset)
- CW8: Campusvej – Hjallese Station

Til at byde på disse syv entrepriser blev der prækvalificeret 10 entreprenørfirmaer.
- Arkil A/S
- Barslund A/S
- KAMCO A/S – Odense Arkiveret 23. oktober 2017 hos  Wayback Machine
- M.J. Eriksson A/S
- Munck Forsyningsledninger A/S
- Per Aarsleff A/S
- Entreprenørfirmaet Ollerup A/S
- Hansson & Knudsen A/S Arkiveret 8. august 2018 hos  Wayback Machine
- Odense Letbane EGEMP (Konsortium bestående af Marius Pedersen A/S og Egelund A/S Entreprenør)
- TC Anlæg A/S

I juni 2017 blev entreprenøren til den første af de i alt syv anlægsentrepriser fundet. Det blev M.J. Eriksson, der vandt opgaven med at lave nye veje, cykelstier og fortove på Nyborgvej og den nordlige del af Ørbækvej. Siden vandt M.J. Eriksson også tre øvrige entrepriser, henholdsvis Albanigade-Benediktsgade, Ørbækvej fra Munkerisvej til og med Campusvej samt Hestehaven – Hjallese Station inklusiv Parkering Odense Syd. I august 2017 vandt Arkil A/S entreprisen Rismarksvej – Idrætsparken og i december 2017 og januar 2018 vandt Barslund A/S først entreprisen på Østre og Vestre Stationsvej og siden fra Idrætsparken til Vesterbro. Dermed er det tre entreprenører, der sammen bygger veje, cykelstier og fortove samt parkering og pladser mm. på de i alt 14,4 kilometer letbanelinje. Alle syv entrepriser er landet indenfor budgettet. Udover de store strækningsentrepriser har et par mindre entrepriser også været udbudt, blandt andet har Odense Letbane søgt en leverandør af de 1400 træer, der skal plantes langs letbanelinjen. I december 2017 blev HedeDanmark valgt til at levere de mange vejtræer i op til 70 forskellige sorter. Bent Vangsø Natursten er valgt til at levere de 20 kilometer bordursten, som skal udgøre letbanens kantsten. Stenene har en samlet vægt på 5000 tons.
Drift og Vedligeholdelse (Operation & Management)
Det sidste af de fire store udbud er Drift og Vedligeholdelse, dvs. opgaven med at stå for at betjene letbanen, overvåge driften og sikre vedligeholdelse af materiellet. Udbuddet består af en 10-årig kontrakt med mulighed for en 5-årig forlængelse (1). Til denne opgave blev fem virksomheder prækvalificerede, men ét firma har trukket sig fra udbuddet, som blev afsluttet 29. november 2018, hvor Odense Letbane pegede på Keolis Danmark som operatør på letbanen.
- Keolis Danmark A/S
- Metro Service A/S
- Odense Lightrail Service A/S (Umove and Transdev Sverige AB)
- Stockholms Spårvägar AB

## Anlæg
Forsyningsomlægninger
Før selve letbanen kan anlægges, er det nødvendigt at flytte de rør og kabler, kloak, fjernvarme, vand osv., der ligger under letbanens spor på ca. 8 meter i bredden og 1,6 meter i dybden. Det arbejde kaldes også ’ledningsomlægninger’, og de gik i gang i april 2015. De sidste store omlægning af forsyningsledningerne blev afsluttet ved årsskiftet 2017/2018. Nogle af ledningsomlægningerne lagt inder under vejentrepriserne og udføres af Odense Letbanes anlægsentreprenører. Men størstedelen af omlægningerne har de lokale forsyningsselskaber selv stået for med deres egne entreprenører. Odense Letbane har haft til opgave at koordinere ledningsomlægningerne, lave den overordnede tidsplan og sikre godkendelse af trafikomlægningsplanerne hos Odense Kommune.
Forberedende arbejder
Sideløbende med ledningsomlægninger er der blevet udført en række opgaver, som på forskellig vis har forberedt letbanekorridoren til anlægsarbejdet. For eksempel har det været nødvendigt at fjerne bygninger og træer, som har stået i vejen for det kommende spor. For hvert vejtræ, der bliver fældet i forbindelse med letbanearbejdet, er Odense Letbane forpligtet til senere at plante to. På eksempelvis Rismarksvej, Vestre Stationsvej og Nyborgvej har det været nødvendigt at fjerne bygninger for at skabe plads til de fremtidige fortove, cykelstier og vejbaner. På Hestehaven i Hjallese er der fjernet bygninger for at få plads til et stort parkeringsanlæg ved motorvejen. Men der er også blevet bygget nyt. Albanibroen og jernbanebroen på Middelfartvej er blevet forstærket, så de er klar til letbanen. Derudover er der bygget en helt ny bro, som skal føre letbanen over bækken Killeruprenden syd for SDU. På Rismarksvej, Ørbækvej og Niels Bohrs Alle er i alt fem stitunneler desuden blevet bygget eller ombygget, så fodgængere og cyklister i fremtiden kan færdes sikkert i området.
Anlæg af veje, cykelstier og fortove (Civil Works)

For at gøre plads til letbanens ca. otte meter brede sporområde (tracé) skal der flyttes nye veje, cykelstier og fortove. Det arbejdet gik i gang på Ørbækvej i august 2017, og selve ombygningen af veje, cykelstier og fortove fortsætter frem til foråret 2019. Den færdige belægning ved Benedikts Plads, foran Idrætsparken og etablering af Parkering Odense Syd er dog først afsluttet i foråret 2020. Anlægsarbejdet bliver de fleste steder udført ved, at man bryder alt det gamle op for at sikre korrekt underlag, højde og hældning på det nye. Derfor kommer der generelt nyanlagt infrastruktur omkring letbanen. Typisk bliver én vejside ad gangen nedbrudt og genopbygget, så trafikken imens kan køre på den modsatte side af vejen. Det er entreprenørfirmaerne M.J Eriksson, Arkil A/S og Barslund A/S, som har vundet entrepriserne med at bygge de nye veje, cykelstier og fortove forud for letbanen.
Transport system
Når fortove, cykelstier og veje er flyttet, er der blevet plads til letbanens skinner og stationer. I denne fase af arbejdet forventes entreprenøren at arbejde på længere stræk af flere hundrede meter ad gangen for at udføre arbejdet så effektivt som muligt. Sporarbejdet består i at fjerne de tidligere vejbaner i letbanesporet for derefter at opbygge det såkaldte tracé med kantsten, fundament, regnvandsdræn og teknikkabler. Heri skal der lægges skinner, bygges stationer, opsættes tekniske systemer til letbanen og rejses master til kørestrøm. Den spanske entreprenør-koncern Comsa SAU er letbanens hovedentreprenør på sporarbejdet – med danske Munck og portugisiske EFACEC som underleverandører. Sporarbejdet omfatter også byggeriet af letbanens store kontrol- og vedligeholdelsescenter i Hjallese.
Trafikomlægninger
Hver gang der bliver arbejdet i gaderne, er det nødvendigt at skilte og spærre af, så arbejdet ikke er til unødig fare for gående, cyklister og bilister. Entreprenøren laver derfor en skilte- og afmærkningsplan, som bliver justeret og godkendt af vejmyndigheden hos Odense Kommune. Skilte-og afmærkningsplaner bliver løbende evalueret og justeret på baggrund af trafikanternes adfærd. Ved ethvert gravearbejde bliver det først og fremmest sikret, at brandvæsen og ambulancer altid kan komme frem til alle boliger. Det betyder, at der så vidt muligt bliver opretholdt en vejbane i hver retning omkring arbejdet. Da mange gader og veje er smalle, betyder det også, at fodgængere og cyklister nogle gange må deles om de resterende arealer. Når trafikplanen er på plads, får entreprenøren lov til at arbejde mandag til fredag i tidsrummet 07.00 – 18.00. I særlige tilfælde kan der arbejdes om aftenen og natten eller i weekenden, hvis arbejdet ellers vil forstyrre trafikken for meget.
Kommunikation
Odense Letbane står sammen med Odense Kommune for at sikre kommunikation om anlægsarbejdet til både naboer og trafikanter. Odense Letbane har en særlig afdeling dedikeret til kommunikation naboerne langs letbanen. Formålet er at sikre, at naboerne bliver varslet om trafikomlægninger, støj, støv og andre gener samt arbejde udenfor normal arbejdstid. Det sker dels gennem digitale kanaler og dels gennem opsøgende informationsarbejde ude hos naboerne. Odense Kommune har ansvar for at informere byens trafikanter om trafikomlægningerne, hvilket især sker via app’en Odense Rundt.
Afsluttende opgaver
Når letbanen er etableret, kan trafikken omkring sporet igen blive normaliseret. Alle de nye vejbaner vil få den sidste finish med asfaltslidlag, permanent opstribning, trafikskilte og lyssignaler. Der bliver også plantet et stort antal træer langs letbanen. Træerne vil være i mere end 70 forskellige sorter, og de bliver tilpasset den øvrige beplantning i de enkelte lokalområder i byen.
Test- og prøvekørsel
Sidste fase af projektet består i testkørsel af letbanevognene på det færdige spor. Letbaneførere, tog, skinner, signaler og den øvrige trafik skal spille sammen, inden der kan stige passagerer ombord. Det kræver prøvekørsel, tilpasninger og træning af det kommende driftsselskabs personale, inden letbanen forventes at åbne i slutningen af 2020.

## Linjeføring
Odense Letbane skal binde byen sammen fra nordvest til syd. Letbanens første etape bliver i alt 14,4 km, og skal gå fra Tarup via Bolbro, Odense centrum, Ejby, Syddansk Universitet, det nye Odense Universitetshospital til Hjallese. Anden etape er planlagt til at gå fra Vollsmose via Centrum til Odense Zoo. Strækningen gennem Centrum er fælles for de to etaper. Denne etape er endnu ikke endeligt besluttet. Men Odense Byråd har vedtaget at arbejde henimod en beslutning om en etape 2, og sparer årligt et beløb op til at anlægge af etape 2.
Et forslag i forbindelse med miljøkonsekvensvurderingen i 2021 har endestation i Seden og går via Vollsmose Torv til Korsløkke.

## Letbanens design og funktionalitet
To grundfarver vil kendetegne letbanen, når den går i drift: En lys beige, som alle de 16 togsæt bliver malet i. Samt en klar rød signalfarve, som blandt andet bliver brugt i logoet samt til at markere dørene på letbanevognene. Det er byen Odense, der har inspireret til at bruge netop disse to farver. Odenses arkitektur er især kendetegnet ved brugen af røde teglsten og de gule ’odense-klinker’, som ses i mange af byens fortove. Disse farver er blevet knækket en smule, så de fremstår moderne og peger fremad – ligesom letbanen gør. Indvendigt vil letbanetogene byde på et roligt, lyst og nordisk design. Når letbanen kører, vil den få et andet logo end det, der bliver brugt i dag af anlægsselskabet. Det fremtidige logo (se fronten af toget på foto) består af et O for Odense og et liggende L for Letbane. Samtidig kan logoet ses som et symbol for et letbanetog set forfra – hvor O’et er selve letbanetoget, mens L’et bliver til sporet.
Letbanen skal være nem at bruge for alle, uanset om man slæber på tunge kufferter, er gangbesværet eller har barnevognen med. Derfor vil der være ramper op til alle perroner. Her foregår ind- og udstigningen uden trin. Også blinde og svagtseende skal kunne finde rundt, og derfor vil perronbelægningen byde på ledelinjer og opmærksomhedsfelter. På stationerne vil designet være kendetegnet ved afrundede hjørner og brug af kontraster mellem mørke og lyse farver. Belægningen på perronen vil følge den, som i øvrigt bliver brugt i lokalområdet.

## Letbanens teknik
Letbanespor og stationer
Letbanen kommer til at bestå af dobbeltspor med standard sporvidde på 1435 mm. På størstedelen af strækningen skal sporene forløbe i eget tracé adskilt fra anden trafik. I centrum vil der på den gamle Thomas B. Thriges Gade være et område, hvor letbane, cykler og gående færdes i samme areal, hvor letbanen kører i langsom hastighed, da der er bløde trafikanter, der kan krydse tracéet. Der bliver 26 stationer i alt. De fleste er sideperroner på hver sin side af de to spor, men nogle få stationer er såkaldte ø-perroner, hvor letbanesporene er på ydersiden af en fælles perron. Perronerne er 40 meter lange plus ramper og 30 centimeter høje. Der vil være niveaufri indstigning til letbanetoget. På de fleste perroner kommer der to læskærme med et såkaldt stationstræ i midten. Der vil være rejsekortstandere på alle stationer, skærme med rejseinformation samt en særlig service til synshandicappede, som kan få læst rejseinformation højt. På store dele af strækningen opsættes køretrømsmaster (ca. 700 i alt), hvoraf en del er såkaldte kombimaster, der også fungerer som lygtepæle. Andre steder hænges køreledninger op på bygningernes facader. Kørestrømsmasterne bliver mellem 4 og 6 meter høje. Der etableres otte transformerstationer langs linjen, der skal levere strøm til letbanen. Kørestrømsanlægget kommer til at bestå af køreledninger med en spænding på 750 V DC.
Letbanetog
Odense Letbane får leveret 16 letbanetog af Stadler-modellen Variobahn, som er kendt fra blandt andet Bergen og Aarhus. Den model Odense Letbane får designet, er 29 meter lang, 2,65 meter bred og 3,59 meter høj. Det er et 100 % lavgulvstog, dvs. der ikke bliver nogle trin i toget. Der er 48 almindelige siddepladser og 12 klapsæder i fleksområdet samt plads til cirka 140 stående passagerer. Det vil sige, at der i alt er plads til godt og vel 200 passagerer i alt. Der vil være fire dobbeltdøre og én enkeltdør i hver side af toget. Desuden bliver der to fleksarealer i hvert tog med plads til kørestolsbrugere, cykler, barnevogne mm. Her vil der være klapsæder og sikkerhedsseler til kørestole.

## Drift
Letbanen skal ifølge planen køre i begge retninger fra kl. 05 om morgenen til kl. 24 om aften på hverdage og til klokken 01 om natten. På hverdage i dagtimerne vil letbanen køre hvert 7,5 minut, mens den udenfor dette tidsrum kører henholdsvis hvert 10. og 15. minut. Køretiden mellem Tarup Centret og Hjallese bliver omkring 42 minutter. Fuldt udbygget forventes banen at få 34.000 passagerer i døgnet.
Det er endnu ikke fastlagt, hvad en billet med letbanen kommer til at koste. Men billetsystemet kommer til at hænge sammen med bussernes, og prisen for at køre med letbanen vil følge bustaksterne, så man kan bruge sin letbanebillet i busserne og omvendt. Billetten købes gennem rejsekort eller med en mobil applikation. Odense Letbane P/S får ansvar for, at letbanen kører, som den skal, og operatøren lever op til driftskontrakten. Samtidig er selskabet ansvarlig for at følge op på de garantier, som stilles i anlægskontrakterne og sikre samarbejdet med FynBus og andre interessenter. Den private operatør, som bliver valgt gennem EU-udbud i løbet af 2018, skal stå for den daglige drift. Det inkluderer at ansætte letbaneførere, at vedligeholde tog og skinner og være med til at sikre tilfredse kunder i letbanen.  Odense Kommune er eneejer af letbanen og driftsselskabet Odense Letbane.
Der vil fortsat være masser af busser i Odense. I letbanens design er der planlagt mulighed for omstigning mellem bus og letbane ved flere stationer. Fynbus og Odense Kommune arbejder desuden på en ny busplan fra 2020, der skal tilsikre, at letbane og busser spiller godt sammen. Odense skal også i fremtiden være kendt som Cyklisternes By. Derfor skal det være nemt at skifte mellem cykel og letbane. Ved letbanestationerne bygges derfor 1800 cykelparkeringspladser, hvoraf 100 bliver overdækket ved Parkering Odense Syd. Det bliver muligt at tage cyklen med i letbanen under hensyntagen til passagerer i kørestol og med barnevogn. Med over 800 p-pladser ved Parkering Odense Syd lige nord for den fynske motorvej bliver det nemt for pendlere at stille bilen og tage letbanen videre. Udover almindelige parkeringspladser gøres der plads til langtursbusser, regionalbusser og toiletfaciliteter. Anlægget kommer til at ligge lige nord for afkørsel 50 fra E20 motorvejen øst for Munkebjergvej.

## Passagertal
Årlige passagertal siden letbanens åbning i 2022.
| År   | Passagertal |
| ---- | ----------- |
| 2022 | 3.278.000   |
| 2023 | 5.809.000   |
| 2024 | 6.937.000   |

## Tilgængelighed og sikkerhed
Letbanen skal være nem at bruge for alle, uanset om man slæber på tunge kufferter, er gangbesværet eller har barnevognen med. Derfor vil der være ramper op til alle perroner. Her foregår ind- og udstigning uden trin.
Også blinde og svagtseende skal kunne finde rundt, og derfor vil perronbelægningen byde på ledelinjer og opmærksomhedsfelter. På stationerne vil designet være kendetegnet ved afrundede hjørner og brug af kontraster mellem mørke og lyse farver. Belægningen på perronen vil følge den, som i øvrigt bliver brugt i lokalområdet. Odense Letbane nedsatte i efteråret 2016 en tilgængelighedsgruppe med repræsentanter fra ældre- og handicaporganisationerne, som var med til at give input til opmærksomhedspunkter til tilgængelighedsarbejdet. (1) Erfaringer fra mange andre byer viser, hvordan en letbane kan komme sikkert frem. Men trafikanterne vil skulle vænne sig til, at letbanen bliver en del af gadebilledet – med nye skilte, trafikvaner og så videre. Et letbanetog er stort og tungt og kan ikke undvige. Derfor skal man altid være opmærksom, når man krydser sporet. Det anbefales, at man benytter de lysregulerede overgange, som findes i kryds samt ved alle stationer, både over vejbane og spor. Hvor cykelstier krydser letbanen, sker det på tværs af sporene. Det minimerer risikoen for, at dæk kommer i klemme.

## Den grønne letbane
Letbanen bidrager til at gøre Odense mere grøn og bæredygtig. Letbanen kører på strøm, som generelt er en mere bæredygtig energikilde end for eksempel diesel. Letbanen er dermed med til at gøre luften renere, den kan anvende vedvarende energi - og samtidig er den mere støjsvag end biler og busser – til glæde for både dyr og mennesker i byen. Der anlægges et otte meter bredt græstæppe langs mere end 10 kilometer af letbanens spor uden for centrum. Dermed får store dele af byrummet langs letbanen et mere grønt udtryk, ligesom græsset gør den nemmere at absorbere regnvand fra overfladen. Der bliver plantet mere end 1400 nye vejtræer langs letbanesporene. Der kommer også to stationstræer på hver station. Det er nemlig besluttet i lokalplanen, at der skal plantes mindst to nye træer for hvert træ, der fældes. Der plantes mere end 70 forskellige sorter, både løv- og nåletræer. De er udvalgt efter, hvordan de bedst muligt passer ind i de byrum, hvor de skal plantes. Ved Odins Bro bliver der plantet en ny skov som erstatning for mindre skovarealer, der må ryddes, blandt andet ved Killerup Rende syd for SDU. Der bliver også lavet nye vandhuller, som skal sikre den lokale biodiversitet. Mange forsyningsrør og kabler er blevet flyttet væk fra det fremtidige letbaneareal. Vandcenter Syd har samtidig udvidet kapaciteten på deres kloakrør og gjort det muligt i fremtiden at adskille kloakvand og regnvand. Det vil reducere belastningen på byens rensningsanlæg og gøre det lettere at håndtere de stigende mængder nedbør.

## Letbanen og byudvikling
Letbanen skal understøtte udviklingen i byen og tiltrække vækst. Allerede nu bliver der bygget i stor stil langs letbanekorridoren, ofte med henvisning til den fremtidige letbane. Således er der allerede igangsat eller planlagt byggerier for mere end 15 milliarder kroner indenfor en radius af 400 meter fra letbanen. En letbane kører på skinner, og ufleksibiliteten i sporene er netop én af letbanens store styrker, set med investorbriller. Der er stor sikkerhed for, hvor sporet ligger, og hvor stationerne er. Det gør de nære områder meget attraktive for både erhverv, uddannelsesinstitutioner og beboelse. Derfor fører en letbane til nybyggeri og vækst langs linjen. Den såkaldte ”skinneeffekt” er noget, som man gerne vil tilstræbe i Odense. Det er en effekt, som er dokumenteret overalt, hvor der er blevet bygget letbaner. Ejendomspriserne stiger, og der opstår nyt erhverv – samtidig med at den effektive infrastruktur gør hele byen mere attraktiv generelt for nye borgere og virksomheder. Syddansk Universitet udvider kraftigt i disse år, blandt andet med et nyt sundhedsvidenskabeligt fakultet, samtidig med at den nye vidensbydel, Cortex Park, skyder op. Og på marken ved siden af bliver der opført et nyt regionshospital, Nyt OUH – det største byggeprojekt i Odenses historie. Det betyder, at der om få år skal cirka 60.000 mennesker ind og ud af området hver dag. Der er behov for en kraftig opgradering af kapaciteten på strækningen mellem Campus-området og Odense C, hvis ikke byen i fremtiden skal sande til i biler og busser.

## Navngivning af stationerne
Odense Byråd vedtog stationsnavnene onsdag 14. december 2016. Stationsnavnene er blevet udvalgt efter, at de relaterer til et kendt sted, samt at navnene bliver anvendt i praksis i lokalområdet. Dog har to af Odense letbanes stationer byttet navn: I gamle dage lå gården Ejerslykke dér, hvor der skal ligge en letbanestation med navnet Korsløkke – og gården Korsløkke lå, hvor Ejerslykke Station skal ligge. Forklaringen er, at der er sket forskydninger i de lokale stedsangivelser. Ejerslykke Station ligger tæt på L.A. Rings Vej, hvor der ligger et stort almennyttigt boligområde, som netop hedder Ejerslykke. Og Ejerslykkeskolen ligger lidt længere nede af L.A. Rings Vej. Tilsvarende ligger Korsløkke Station centralt i sognet Korsløkke. Gården Korsløkke er opkaldt efter et kors, der stod i det kryds, hvor Nyborgvej møder Ejbygade/Ørbækvej – hvor letbanestationen af samme navn skal ligge. Desuden ligger det store boligområde Korsløkkeparken langs Nyborgvej.